# Caracol Televisión
Caracol Televisión er et colombiansk terrestrisk tv-netværk, der ejes af Grupo Valorem. Det er et af de førende private netværk i Colombia sammen med Canal RCN og Canal 1. Netværket distribuerer og producerer 5.000+ programmer og er sendt i 587 lande mere end noget andet tv-selskab i Latinamerika.